# Im Yong-su
Im Yong-su (in chosŏn'gŭl: 임용수; 9 febbraio 1980) è un ex sollevatore nordcoreano campione mondiale che ha gareggiato nella categoria dei pesi piuma (fino a 62 kg.).

## Carriera
Im Yong-su prese parte alle Olimpiadi di Sydney 2000, non riuscendo a terminare la gara per aver fallito i tre tentativi nella prova di slancio, dopo aver concluso la prova di strappo al 6º posto parziale.
Nel 2002, anno in cui ottenne i maggiori successi, vinse la medaglia d'argento ai Giochi Asiatici di Busan con 300 kg. nel totale, dietro al cinese Le Maosheng (322,5 kg.), e dopo qualche settimana, riuscì a conquistare la medaglia d'oro ai Campionati mondiali di Varsavia con 315 kg. nel totale, battendo proprio Le Maosheng (310 kg.).
Due anni dopo, Im Yong-su partecipò alle Olimpiadi di Atene 2004 e anche in questa occasione non riuscì a terminare la gara, fallendo i tre tentativi nella prova di slancio, dopo aver concluso la prova di strappo al 3º posto parziale.
Nel 2006 ottenne la medaglia di bronzo ai Giochi Asiatici di Doha con 300 kg. nel totale e l'anno seguente vinse la medaglia d'argento ai Campionati mondiali di Chiang Mai con 315 kg. nel totale.
Nel 2008 partecipò alle Olimpiadi di Pechino e per la terza volta non riuscì a portare a termine una competizione olimpica, fallendo i tre tentativi nella prova di slancio, dopo aver chiuso la prova di strappo al 4º posto parziale.